# Требендорф
Требендорф или Тре́бин (нем. Trebendorf; в.-луж. Trjebin) — коммуна в Германии, в земле Саксония. Подчиняется административному округу Дрезден. Входит в состав района Гёрлиц. Подчиняется управлению Шлайфе. Население составляет 1013 человек (на 31 декабря 2009 года). Занимает площадь 31,95 км².
Община подразделяется на 2 сельских округа.
Входит в состав культурно-территориальной автономии «Лужицкая поселенческая область», на территории которой действуют законодательные акты земель Саксонии и Бранденбурга, содействующие сохранению лужицких языков и культуры лужичан. Официальным языком в населённом пункте, помимо немецкого, является лужицкий.

## Население
| Год  | Численность | Численность |
| ---- | ----------- | ----------- |
| 2017 | 904         | [ 1 ]       |
| 2019 | 896         | [ 5 ]       |
| 2021 | 807         | [ 6 ]       |
| 2022 | 771         | [ 7 ]       |
| 2023 | 709         | [ 2 ]       |